# Palacio Nacional (Medellín)
El Palacio Nacional es un edificio ubicado en el centro de Medellín. Fue diseñado en 1924 por Agustín Goovaerts y concluido en 1933. En sus orígenes, contaba con 88 oficinas públicas. En 1988 fue declarado Patrimonio Histórico y Artístico de la Nación. A partir de 1993 es utilizado como un centro comercial,hasta que en 2021 los tres últimos pisos son utilizados para albergar 45 galerías de arte y 20 salas de exhibición.

## Historia y características
El edificio surgió de la necesidad de nuevas instalaciones para instalaciones públicas, políticas y educativas. Fue diseñado en los años 1920 por el arquitecto belga Agustín Goovaerts en una manzana ubicada sobre la carrera 52 (Carabobo), entre las calles 48 y 49 (Pichincha y Ayacucho), en el terreno de la antigua Cárcel de Varones. Fue inaugurado en 1933. 
Como el edificio Gonzalo Mejía y la antigua Gobernación de Antioquia, diseñados también por Goovaerts en la misma época y en el mismo sector, el Palacio Nacional fue una de las primeras grandes estructuras de concreto. Su inauguración fue polémica por cuenta de sus costos, su estilo y sus proporciones. En sus orígenes, contaba con 88 oficinas de correos, telégrafos y rentas, así como los tribunales, los despachos judiciales, la brigada del ejército, los lazaretos y la auditoría de cuentas.
Perteneció a la Nación hasta 1974 cuando fue permutado a las Empresas Departamentales de Antioquia (EDA) por un lote ubicado en la Alpujarra, donde se construyó el nuevo Centro Administrativo de la ciudad. Aunque en 1988 fue declarado Patrimonio Histórico y Artístico de la Nación, durante los años 1980 y 1990 alcanzó un alto nivel de deterioro físico y social. En 1993 fue rehabilitado y desde entonces alberga un centro comercial.
Su decoración se destaca por la cerrajería de bronce y hierro forjado con altorrelieves, la obra artesanal en madera, las baldosas, la vitralería y lámparas art déco.

## Galería
|                      |
| Construcción en 1920 |

|                      |
| Construcción en 1926 |

|                                       |
| Interior tras la remodelación de 1993 |

|                 |
| Arcos interores |

|                  |
| Puerta principal |